# Five Forks
Five Forks es un lugar designado por el censo ubicado en el condado de Greenville, en el estado estadounidense de Carolina del Sur. La localidad en el año 2000 tiene una población de 8.064 habitantes en una superficie de 20 km², con una densidad poblacional de 403.7 personas por km². 

## Geografía
Five Forks se encuentra ubicado en las coordenadas 34°48′21″N 82°13′49″O / 34.80583, -82.23028. Según la Oficina del Censo, el pueblo tiene un área total de 20 km² (7,7 mi²), de la cual 20 km² (7,7 mi²) es tierra y 0 km² (0 mi²) (0.0%) es agua.

### Localidades adyacentes
El siguiente diagrama muestra a las localidades en un radio de 16 kilómetros (9,9 mi) de Five Forks.

## Demografía
En el 2000 la renta per cápita promedia del hogar era de $79.128, y el ingreso promedio para una familia era de $84.883. El ingreso per cápita para la localidad era de $32.838. En 2000 los hombres tenían un ingreso per cápita de $65.458 contra $31.529 para las mujeres. Alrededor del 2.10% de la población estaba bajo el umbral de pobreza nacional. 